# Marie-Claude Lermytte
Marie-Claude Lermytte, née le 4 juin 1965, est une femme politique française. Maire de Brouckerque depuis 2014, elle est élue sénatrice du Nord en 2023.

## Biographie
Le 23 mars 2014, elle est élue maire de Brouckerque prenant la succession de Jean-Pierre Decool.
Six ans plus, elle est réélue au 1er tour lors des élections municipales de 2020 dans le Nord.
À la suite des municipales de 2020, elle devient 1er vice-présidente de la communauté de communes des Hauts de Flandre le 16 juillet 2020.
Présente sur la liste emmenée par Xavier Bertrand pour les élections régionales de 2021 dans les Hauts-de-France, elle est élue conseillère régionale des Hauts-de-France le 27 juin 2021.
En seconde position sur la liste DVD de Dany Wattebled lors des élections sénatoriales de 2023 dans le Nord elle est élue sénatrice du Nord le 24 septembre 2023.
À la suite de sa nomination comme sénatrice du Nord, elle démissionne de son mandat de maire de Brouckerque son 3e adjoint Guy Pruvost prend sa succession  le 3 novembre 2023.
- Ressource relative à la vie publique :   - Sénat